# Makli
Brdo Makli je jedna od najvećih nekropola na svijetu, promjera većeg od 8 km, na kojoj je navodno sahranjeno oko 125.000 sufijskih svetaca. Nalazi se u okolici grada Thatta, koji je od 14. do 17. stoljeća bio glavni grad pokrajine donji Sind u današnjem Pakistanu. Dok je bio glavnim gradom Sinda njime su vladali tri lokalne dinastije, a kasnije Mogulski vladari, te je nekropola neprekidno ukrašavana do 18. stoljeća. Tako su ostaci grada Thatta i njegove nekropole jedinstven uvid civilizacije Sinda, zbog čega je Makli upisan na UNESCO-ov popis mjesta svjetske baštine u Aziji i Oceaniji 1981. godine.

## Povijest
Postoji nekoliko legendi o nastanku nekropole Makli, ali se uglavnom vjeruje kako su njezini nadgrobni spomenici i grobnice iznikli oko svetišta sufijskog sveca iz 14. stoljeća, Hamada Džamalija. Do 18. stoljeća, deltom rijeke Ind su zaredom vladale tri dinastije lokalnih vladara: Samma (1352. – 1520.), Argun  (1520. – 56.) i Tarhan (1556. – 1739.), koji od 1592. godine priznaju vlast Mogulskih vladara iz Delhija. God. 1739., Sind je pripao iranskom vladaru Šahu Nadiru, nakon čega je Thatta počela nazadovati, a Makli je zbog nemara propadao.

## Odlike
Kraljevski mauzoleji, koji svjedoče o četiri stoljeća zlatnog doba Thatta, se svrstavaju u tri skupine podijeljene po vladajućim dinastijama. 
Starije građevine su sinkretička mješavina hinduističkih i islamskih arhitektonskih elemenata. Tako je Mauzolej Džama Nizamudina II. (1461. – 1509.) monumentalna kvadratična građevina od pješčenjaka, ukrašena cvjetnim i geometrijskim medaljonima. Njemu slični su mauzoleji Džan Babe i njegovog sina Kana Tarhana II. (oba izgrađena prije 1644.), koji imaju dva kata, veličanstvenu kupolu i balkone. Ova arhitektura nije bila puka mješavina utjecaja jer je ukrašivana originalnim dekoracijama u terakoti otiskivanjem matrica od pocakljene opeke. 
Na kasnijim grobnicama se jasno prepoznaju utjecaji timuridske arhitekture iz Srednje Azije. Takve su grobnice Džan Bega Tarhana (preminuo 1600.) i Divan Šurfa Kana (preminuo 1638.) koje su tipične osmerokutne građevine od opeke čije su kupole prekrivene tirkiznim keramičkim pločicama. U istom stilu su izgrađene i džamije Dagbira i Šaha Džahana (1644. – 47.), od kojih je ova posljednja natkrivena s 93 jedinstvene kupole i fasadu ukrašenu mozaikom plavih i bijelih keramičkih pločica.
Danas Brdo Makli pored brojnih hodočasnika privlači i veliki broj turista, ali mu prijeti slani zrak kojeg donose monsuni, a koji nagriza opeke spomenika Maklija.

## Poveznice
| Arhitektura koja je utjecala na spomenike u Makliju: - Samanidov mauzolej u Buhari (Uzbekistan) - Grobnica šejha Safija (Iran) - Mauzolej kana Oldžeitua u Sultaniji (Iran) - Mauzolej Hodže Ahmeda Jasavija u Kazahstanu | Građevine na koje su utjecale građevine Maklija: - Utvrda Lahore i Džamija Badšahi u Lahoreu (Pakistan) - Utvrda Agra i Tadž Mahal u Agri (Indija) |

## Vanjske poveznice
- Ilustracije Sind keramike
- Galerija fotografija na Archnet.org  Arhivirana inačica izvorne stranice od 19. kolovoza 2005. (Wayback Machine)
- Visokokvalitetne panoramske fotografije zaštićenog lokaliteta Makli  Arhivirana inačica izvorne stranice od 21. travnja 2008. (Wayback Machine)
- Dva spomenika na Brdu Makli